# Clima de Chile

Imágenes satelitales del Cono Sur mes a mes.

Diagrama que representa los elementos climáticos que influyen en el país.

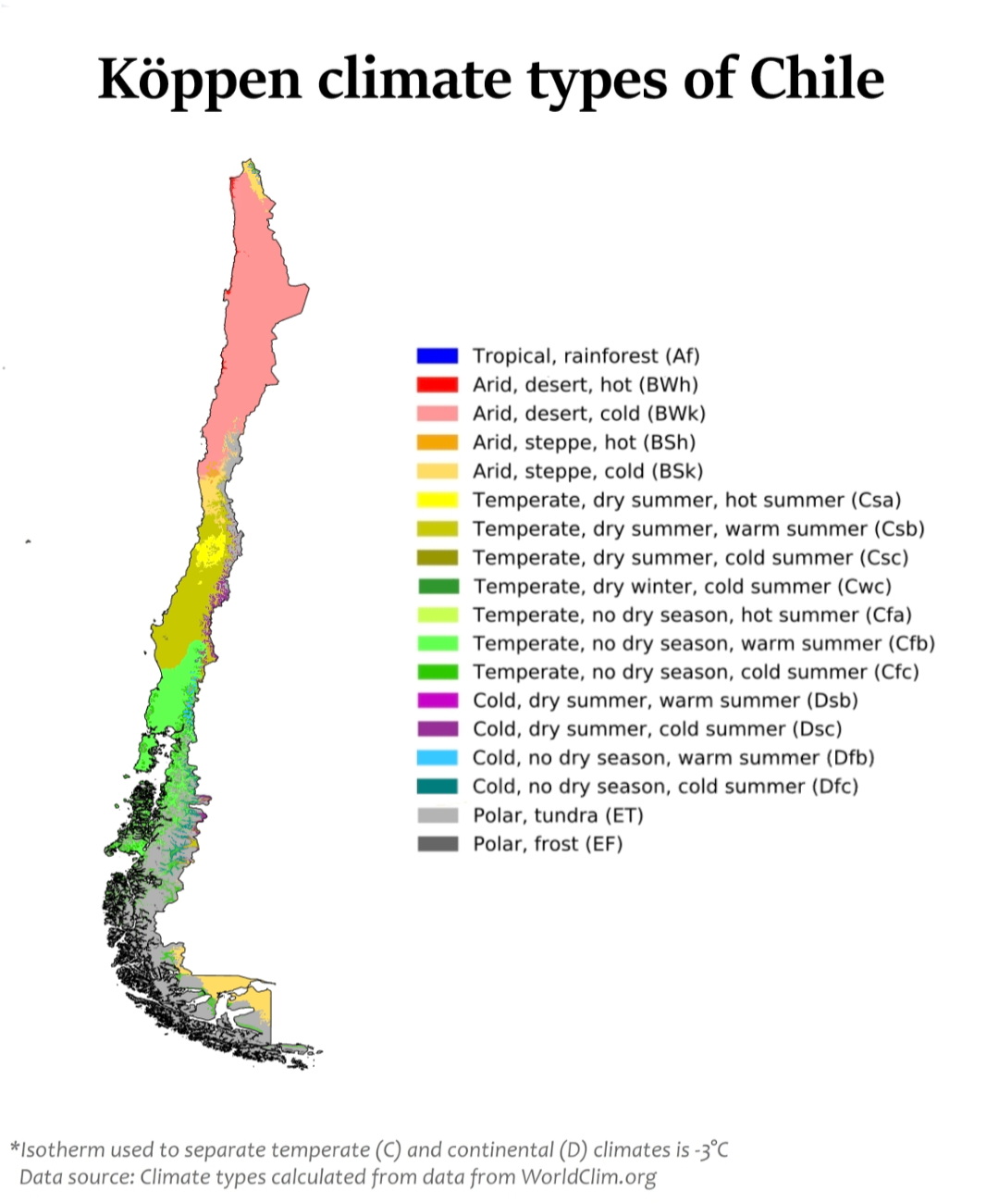
Climas de Chile según la clasificación de Köppen

El clima de Chile comprende un amplio rango de condiciones a través de una gran escala geográfica que se extiende por casi 40 grados de latitud  (y casi 73 grados si se considera el reclamado Territorio Chileno Antártico). Generalizando, al analizar los diferentes territorios de la geografía de Chile, el norte tiene un clima más seco con temperaturas relativamente altas, mientras que el sur posee un clima más fresco y húmedo. La precipitación es más frecuente durante los meses de invierno. Además se deben mencionar el clima tropical lluvioso, de Isla de Pascua, el clima marítimo subtropical del archipiélago de Juan Fernández y el clima polar del Territorio Chileno Antártico.
Según la clasificación climática de Köppen, Chile incluye dentro de sus límites los 5 grandes grupos climáticos que existen en el mundo: Tropical, Desértico, Templado, Continental y Polar, dentro de estos grupos se encuentran los 18 principales climas presentes a lo largo del país. Desde el clima desértico en el norte, a la tundra y glaciares en el este y el sur, pasando por el tropical húmedo en Isla de Pascua, el clima mediterráneo en Chile central, el continental subalpino en la cordillera, el clima oceánico en el sur y el clima polar en el Territorio Chileno Antártico. Se presentan las cuatro estaciones en todo el país: verano (diciembre a marzo), otoño (marzo a junio), invierno (junio a septiembre) y primavera (septiembre a diciembre).
Los factores más importantes que controlan el clima en Chile son el anticiclón del Pacífico Sur, el área de baja presión circumpolar austral, la fría corriente de Humboldt y la cordillera de los Andes. A pesar de la longitud de las costas chilenas, algunas zonas del interior pueden experimentar amplias oscilaciones de temperatura, y ciudades como Lonquimay pueden experimentar incluso un clima de tipo continental. En los extremos noreste y sureste, las zonas fronterizas se internan en el altiplano y en las llanuras de la Patagonia chilena, dando a estas regiones patrones climáticos similares a los de Bolivia y Argentina, respectivamente.
Entre los numerosos efectos del clima presente en este país, destaca su influencia en la flora de Chile.

## Regiones
| Clima                            | Ecorregión                               | Región natural                          |
| -------------------------------- | ---------------------------------------- | --------------------------------------- |
| Desértico (BWh, BWk)             | Desierto de Atacama                      | Norte Grande                            |
| Semiárido (BSh, BSk)             | Matorral chileno, semidesierto           | Norte Grande (zona andina), Norte Chico |
| Mediterráneo (Csa, Csb, Csc)     | Matorral chileno, bosque esclerófilo     | Zona Central                            |
| Tropical (Af)                    | Isla de Pascua                           | Zona insular Oceánica                   |
| Subtropical (Cfa)                | Archipiélago de Juan Fernández           | Zona insular Continental                |
| Subhumedo subalpino (Cwc)        | Puna subhúmeda                           | Norte Grande (zona andina)              |
| Templado oceánico (Cfb)          | Bosque valdiviano,                       | Zona Sur, Zona Austral (Costa)          |
| Subpolar oceánico (Cfc)          | Bosque magallánico                       | Zona Austral (Costa)                    |
| Continental húmedo (Dfb, Dfc)    | Cordillera de los Andes                  | Zona Austral (Zona Andina)              |
| Continental subalpino (Dsc, Dsb) | Cordillera de los Andes                  | Zona Central (zona andina)              |
| Estepario (BSk)                  | Estepa patagónica                        | Zona Austral (Trasandino)               |
| Alpino (ETH, EB)                 | Cordillera de los Andes                  | Todas las Regiones Naturales de Chile   |
| Clima de tundra (ET)             | Tundra magallánica                       | Zona Austral                            |
| Clima polar (EF)                 | Campo de Hielo Norte, Campo de Hielo Sur | Zona Austral                            |

## Estaciones

Mapa de las temperaturas medias mensuales de Chile

La mayor parte del país se encuentra dentro de la zona de latitudes «templadas» del hemisferio sur, siendo en ella donde se manifiestan con mayor nitidez las estaciones.
Las fechas son aproximadas y las determinan los solsticios y los equinoccios:
- Verano: desde el 21 de diciembre (solsticio) al 20 de marzo (equinoccio).
- Otoño: desde el 20 de marzo (equinoccio) al 21 de junio (solsticio).
- Invierno: desde el 21 de junio (solsticio) al 21 de septiembre (equinoccio).
- Primavera: desde el 21 de septiembre (equinoccio) al 21 de diciembre (solsticio).

## Climas

### Clima del norte

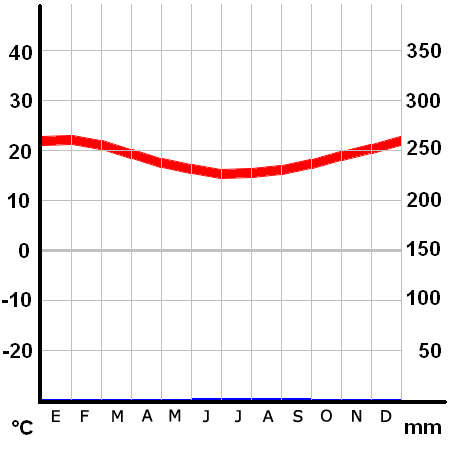
Climograma de Arica, clima desértico cálido costero.

En términos generales posee un clima árido, el cual es subdivididle en cuatro tipos: 
- desértico costero: en esta zona existe una gran cantidad de días con nublados abundantes que se extiende por la costa desde el extremo norte hasta casi la latitud 30° sur, en una franja longitudinal no superior a los 40 km de ancho.
- desértico normal: que se extiende casi paralelamente a la costa en lo que corresponde a la depresión intermedia, desde el extremo norte hasta la altura de Chañaral en el sur.
- desértico márginal de altura: que se encuentra más hacia el este, en el altiplano y las cuencas andinas, se caracteriza por las bajas temperaturas y por la pluviosidad en verano (invierno altiplanico).
- desértico marginal bajo: que corresponde al tipo desértico de menor significación, se presenta en la Región de Atacama y se caracteriza por la presencia de lluvias en invierno.[8]

En esta zona se encuentra el desierto de Atacama, el más árido del mundo. Por estas características, se le considera un lugar ideal para la astronomía: su escasa nubosidad, la casi inexistente humedad del aire y la lejana contaminación lumínica hacen que la visibilidad del cielo nocturno sea muy nítida. Varios observatorios astronómicos se encuentran aquí, como el del cerro Tololo.
En esta zona se han registrado dos récords meteorológicos mundiales. El primero de ellos es que Arica anota el promedio anual de lluvias más bajo del mundo, alcanzando tan solo 0,5 mm —la mayor parte de las precipitaciones cae en forma de lloviznas débiles y aisladas—. El segundo es que Iquique registra la sequía más larga del mundo, con 16 años sin precipitaciones.
En la costa nortina, el aire es más húmedo y presenta grandes nubosidades. La camanchaca es el nombre con que se conoce a la niebla producida por el anticiclón del océano Pacífico. Esta niebla es recogida con unas mallas para la obtención de agua, y ha mostrado muy buenos resultados en su funcionamiento. Este clima de desierto costero es llamado desértico costero con nublados abundantes, en la clasificación de Köppen corresponde al tipo BWn, extendiéndose en una franja desde el límite con Perú hasta el norte del Elqui, con un ancho máximo de 39 km. Algunos ejemplos son las siguientes ciudades:
| Ciudad      | latitud | altitud (m s. n. m.) | t. mes + cál. (°C) | t. mes + frío (°C) | t. prom. anual (°C) | pp mes + seco (mm) | pp mes + húm. (mm) | pp total anual (mm) |
| ----------- | ------- | -------------------- | ------------------ | ------------------ | ------------------- | ------------------ | ------------------ | ------------------- |
| Arica       | 18.3    | 29                   | 22,3               | 15,5               | 18,6                | 0,0                | 0,3                | 0,9                 |
| Iquique     | 20,5    | -                    | 20,9               | 15,4               | 17,9                | 0,0                | 0,6                | 2,1                 |
| Antofagasta | 23,4    | -                    | 20,0               | 13,4               | 16,4                | 0,0                | 1,0                | 3,5                 |
| Caldera     | 27,1    | 14                   | 25                 | 16                 | 19,8                | 0,1                | 5,4                | 22,5                |

t=temperatura. pp= precipitaciones. Fuente: Worldclimate
El desierto del interior es completamente seco, clasificándose simplemente como BW, prácticamente sin precipitaciones. La temperatura no llega a ser extremadamente alta, pero es muy amplia la oscilación térmica entre el día y la noche. Se extiende hasta aproximadamente los 2000 a 2500 m s. n. m. (metros sobre el nivel del mar) y hasta los 27° de latitud sur aproximadamente, a partir de esa latitud, y llegando a los 30° de latitud sur, el desierto se ve influido por algunas escasas precipitaciones invernales, y la oscilación térmica entre el día y la noche se hace aún más notoria. Este clima es llamado desértico marginal bajo.
En la precordillera del Norte grande de Chile, mayormente en la de la Región de Arica y Parinacota se desarrolla un clima monzónico que fue nombrado por Köppen como clima del espinal (Bskw), es un clima de tipo estepario de lluvia estival con unos 230mm de precipitación acumulada anual aproximada que caen principalmente en los meses de verano a causa de las lluvias provenientes del altiplano durante el invierno altiplanico, al ser más cálido que la puna y más lluvioso que el desierto las zonas con este clima desarrollan un mayor grado de vegetación que otros pisos térmicos, llegando a albergar un tipo de sabana con árboles de baja altura, principalmente de polylepis rugulosa y escallonia resinosa junto con especies de los géneros Fabiana, Senecio, Baccharis, entre otros.  Este clima también se desarrolla en la Sabana de los montes Al Hajar en Omán y los Matorrales del Macizo Etíope entre Etiopía, Eritrea y Sudán. 
Más al interior, sobre los 4000 m s. n. m., el clima es más húmedo que el desierto, debido a las lluvias de verano («invierno boliviano»); el clima se vuelve pero frío y húmedo justo antes de llegar a la tundra, clasificándose como subhúmedo subalpino, Cwc. Dominan los llaretales y los pastizales aptos para la ganadería de auquénidos (llamas y alpacas). Las zonas más húmedas con este clima llegan a desarrollar espesos bosques de árboles del género Polylepis (queñuas).
El siguiente es un cuadro climatológico resumen de la Villa Tacora:
| Localidad | latitud | altitud (m s. n. m.) | t. mes + cál. (°C) | t. mes + frío (°C) | t. prom. anual (°C) | pp mes + seco (mm) | pp mes + húm. (mm) | pp total anual (mm) |
| --------- | ------- | -------------------- | ------------------ | ------------------ | ------------------- | ------------------ | ------------------ | ------------------- |
| Tacora    | 17,4    | 4088                 | 10,2               | 4,2                | 7,8                 | 0                  | 135                | 414                 |

t=temperatura. pp= precipitaciones. Fuente: Atlas Agroclimático de Chile
En el altiplano y algunas zonas cordilleranas, como en la alta cuenca del río Elqui, sobre los 3500 m s. n. m., pero especialmente al interior de la Región de Antofagasta, el clima se clasifica como de tundra por efecto de altura, ETH. En esta zona las precipitaciones también son escasa, pero generalmente son en forma de nieve, en verano queda al descubierto un suelo casi desprovisto de vegetación
En el Norte chico se desarrolla principalmente un clima semiárido, el cual se divide en 2 tipos principales, el clima semiárido frío (BSk) y el clima semiárido cálido (BSh), el primero se presenta en la costa sur del Norte chico y la precordillera de las regiones de Atacama y Coquimbo, mientras que el segundo tipo se presenta en la zona intermedia entre la Cordillera de la Costa y la Cordillera de los Andes donde la influencia oceánica es menor lo que permite un mayor rango de temperaturas, la ciudad más grande que posee el clima semiárido cálido en Chile es Ovalle donde las temperaturas medias anuales alcanzan un promedio de 18 °C con precipitaciones mayores a los 200mm las cuales se concentran mayormente en invierno por lo que se cataloga como mediterráneo seco (BSh's) al igual que ciudades como Marrakech y el este de Amán.

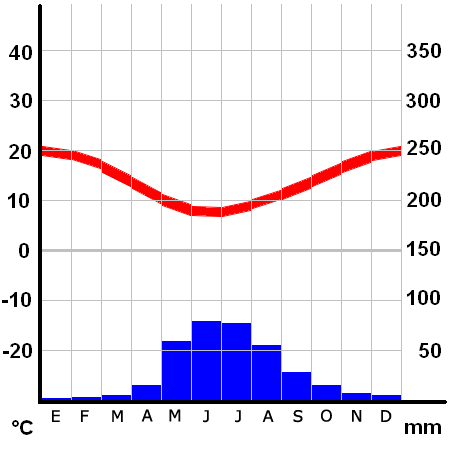
Climograma de Santiago, clima mediterráneo.

### Clima del centro
En el centro histórico del país, que podríamos llamar centro-norte geográfico, entre los 32 y 38 grados de latitud aproximadamente, predomina un tipo de clima Mediterráneo, caracterizado por un período lluvioso invernal y un período de sequía en verano. Este clima cae en la clasificación general de Köppen como Csb (templado cálido con lluvias invernales y verano tibio), existiendo algunas variedades.
En la costa se mantienen temperaturas templadas en general, con humedad en el aire, materializándose en nubes bajas, y brisa marina. La cercanía del océano modera las temperaturas. El verano no es excesivamente caluroso y el invierno es más suave que en el interior. No hay presencia de nieve y las heladas son poco frecuentes, la oscilación día-noche también es menor. este clima está clasificado como Csbn, y algunas ciudades representativas son:

| Ciudad       | latitud | altitud (m s. n. m.) | t. mes + cál. (°C) | t. mes + frío (°C) | t. prom. anual (°C) | pp mes + seco (mm) | pp mes + húm. (mm) | pp total anual (mm) |
| ------------ | ------- | -------------------- | ------------------ | ------------------ | ------------------- | ------------------ | ------------------ | ------------------- |
| La Serena    | 29.5    | 142                  | 17,2               | 10,8               | 13,6                | 0,0                | 35,5               | 78                  |
| Valparaíso   | 33.0    | 41                   | 17,3               | 11,4               | 14,1                | 0,8                | 103,8              | 375                 |
| Constitución | 35,3    | 12                   | 16,1               | 8,8                | 12,4                | 14                 | 220                | 1.101               |
| Concepción   | 36,8    | 15                   | 16,6               | 8,8                | 12,4                | 21                 | 251                | 1.110               |

t=temperatura. pp= precipitaciones. Fuente: Worldclimate
En la depresión intermedia se encuentra un clima que se podría clasificar como mediterráneo continentalizado. De Santiago, por ejemplo, se dice que posee una estación seca prolongada, debido a que a finales de primavera y en verano se mantienen altas temperaturas y poca humedad. No son muy extrañas las lluvias en primavera, pero ocurren más a menudo a principios. Los inviernos tienen temperaturas mínimas bastante bajas, con heladas matinales frecuentes en los valles interiores, sin embargo al mediodía generalmente se torna mucho más templado. A veces se producen inundaciones por las lluvias torrenciales ocasionales. Las precipitaciones aumentan de norte a sur, y en las costas y los faldeos cordilleranos andinos. A lo largo del Valle Central encontramos tres variedades de este clima, sobre la base de la duración del período de sequía. Csb1, tiene una estación de sequía prolongada. Típicamente el área de Santiago, se extiende desde el valle del Aconcagua hasta la cuenca del río Lircay (al norte de Talca). Las lluvias se concentran en un período de 3 o 4 meses. Las condiciones son óptimas para los cítricos y la vid. En Santiago, en el invierno en ocasiones nieva en el sector oriente y precordillera, mientras que en el valle la frecuencia con que cae nieve es de unos 5 años. Otras ciudades representativas son San Felipe, Rancagua, San Fernando y Curicó. Más al sur, desde la cuenca del río Maule hasta la cuenca del río Biobío, el período de lluvias es aproximadamente igual al de sequía, su clasificación es Csb2, a la vez las temperaturas se hacen levemente inferiores, aunque las máximas diurnas de verano llegan a ser de las más altas de Chile. Ciudades con este clima son, Linares, Chillán y  Los Ángeles. Este clima es óptimo para la vid, la manzana, remolacha y bosque comercial. 
En el centro alrededor del paralelo 35 también existe el clima mediterráneo típico (Csa) el que se caracteriza por tener veranos secos, calurosos y con temperaturas medias por encima de los 22 °C e inviernos húmedos y lluviosos con temperaturas suaves.
| Ciudad   | latitud | altitud (m s. n. m.) | t. mes + cál. (°C) | t. mes + frío (°C) | t. prom. anual (°C) | pp mes + seco (mm) | pp mes + húm. (mm) | pp total anual (mm) |
| -------- | ------- | -------------------- | ------------------ | ------------------ | ------------------- | ------------------ | ------------------ | ------------------- |
| Pencahue | 35,4    | 69                   | 22,2               | 7,7                | 14,5                | 5,9                | 159                | 682                 |
| Talca    | 35,4    | 97                   | 22,1               | 8,5                | 14,8                | 6,1                | 168                | 712                 |

t=temperatura. pp=precipitaciones. Fuente: Atlas agroclimático de Chile

Siguiendo hacia el sur, hasta el límite con el clima oceánico, alrededor del paralelo 38, el período de sequía es corto, 3 o 4 meses. El verano es bastante fresco. Las precipitaciones de cada mes se vuelven mucho más abundantes que en las variedades anteriormente descritas. Las precipitación anual generalmente es mayor a 1000 mm. En invierno la capa de nieve, aunque irregular, desciende a menos de 1000 m s. n. m. (metros sobre el nivel del mar), la penetración de aire polar produce frecuentes heladas. Una ciudad con esta variedad climática es Traiguén.
Las siguientes ciudades del Valle Central representan la variedad climática Csb1:
| Ciudad            | latitud | altitud (m s. n. m.) | t. mes + cál. (°C) | t. mes + frío (°C) | t. prom. anual (°C) | pp mes + seco (mm) | pp mes + húm. (mm) | pp total anual (mm) |
| ----------------- | ------- | -------------------- | ------------------ | ------------------ | ------------------- | ------------------ | ------------------ | ------------------- |
| Santiago de Chile | 33.4    | 520                  | 20,0               | 7,5                | 13,9                | 1,2                | 78,2               | 312                 |
| Curicó            | 35,0    | 225                  | 20,3               | 7,2                | 13,5                | 5,8                | 161                | 701                 |

t=temperatura. pp=precipitaciones. Fuente: Worldclimate

### Clima del sur

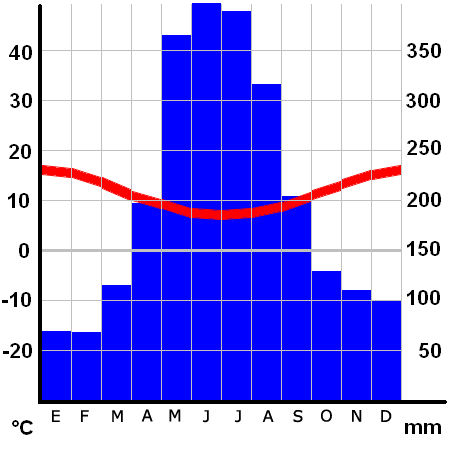
Climograma de Valdivia, clima oceánico.

En Temuco se aprecia un clima más húmedo, con lluvias frecuentes y temperaturas más frescas. En este clima templado, los bosques se van haciendo más frondosos, y destacan la presencia de varios parques nacionales. En Valdivia las lluvias se hacen mucho más fuertes, llegando a los 2.593 mm anuales. El frío va aumentando a medida que se sigue al sur. También la humedad aumenta, debido a la cercana presencia del océano Pacífico. Esta zona sur de Chile es típicamente del clima llamado oceánico, en la clasificación de Köppen, del tipo Cf, es decir templado húmedo (con precipitaciones durante todo el año), específicamente Cfb (verano templado) y Cfc (verano fresco). Las excepciones son las zonas montañosas más altas, con climas fríos, de tundra y polar por efecto de altura, las zonas más orientales de la Patagonia chilena, con climas esteparios, y el extremo sur, con clima de tundra isotérmica.
Localidades con climas típicamente Cfb (oceánico) son:
| Ciudad          | latitud | altitud (m s. n. m.) | t. mes + cál. (°C) | t. mes + frío (°C) | t. prom. anual (°C) | pp mes + seco (mm) | pp mes + húm. (mm) | pp total anual (mm) |
| --------------- | ------- | -------------------- | ------------------ | ------------------ | ------------------- | ------------------ | ------------------ | ------------------- |
| Valdivia        | 39,8    | 13                   | 16,6               | 7,3                | 11,5                | 66                 | 396                | 1.871               |
| Isla Guafo      | 43,6    | 140                  | 12,6               | 7,3                | 9,6                 | 72                 | 170                | 1.507               |
| Puerto Aysén    | 45,4    | 10                   | 13,5               | 4.0                | 8,9                 | 189                | 315                | 1.426               |
| Faro Cabo Raper | 46,8    | 40                   | -                  | -                  | -                   | 133                | 207                | 1.728               |

t=temperatura. pp= precipitaciones. Fuente: Worldclimate
Localidades con climas de la variedad Cfsb (oceánico con una corta sequía estival) son:
| Ciudad       | latitud | altitud (m s. n. m.) | t. mes + cál. (°C) | t. mes + frío (°C) | t. prom. anual (°C) | pp mes + seco (mm) | pp mes + húm. (mm) | pp total anual (mm) |
| ------------ | ------- | -------------------- | ------------------ | ------------------ | ------------------- | ------------------ | ------------------ | ------------------- |
| Temuco       | 38,8    | 14                   | 16,1               | 7,4                | 11,4                | 40                 | 180                | 1.153               |
| Panguipulli  | 39,7    | -                    | -                  | -                  | -                   | 62                 | 392                | 1.568               |
| Osorno       | 40,6    | 24                   | 15,2               | 6,5                | 10,5                | 47                 | 223                | 1.237               |
| Puerto Montt | 41,4    | 5                    | 14,6               | 6,8                | 10,4                | 96                 | 246                | 1.802               |

t=temperatura. pp= precipitaciones. Fuente: Worldclimate

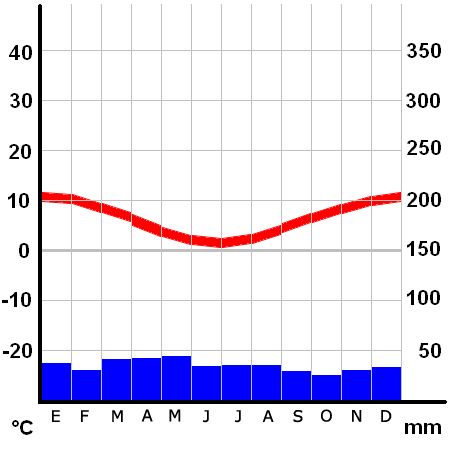
Climograma de Punta Arenas, clima oceánico de verano fresco a frío.

Desde la península de Taitao el clima oceánico se vuelve más frío pasando a ser de la categoría Cfc, es decir con un verano fresco a frío, en que menos de cuatro meses al año tienen temperatura media superior a 10 °C. Esta franja de la costa del Pacífico se extiende hasta cerca de la boca occidental del estrecho de Magallanes, (donde comienza el clima de tundra isotérmica) y es la zona más lluviosa del país llegando a más de 7000 mm las precipitaciones anuales, en Isla Guarello las precipitaciones medias anuales son de 7,446 mm, y se han registrado hasta 10,000 mm anuales.
Cuadro climatológico resumen de Puerto Edén:
| Localidad   | latitud | altitud (m s. n. m.) | t. mes + cál. (°C) | t. mes + frío (°C) | t. prom. anual (°C) | pp mes + seco (mm) | pp mes + húm. (mm) | pp total anual (mm) |
| ----------- | ------- | -------------------- | ------------------ | ------------------ | ------------------- | ------------------ | ------------------ | ------------------- |
| Puerto Edén | 49,7    | 2                    | 11,6               | 3,0                | 7,1                 | 23,6               | 42,4               | 5.745               |

t=temperatura. pp= precipitaciones. Fuente: Atmosfera.cl
También en la parte central de la Región de Magallanes, la zona de Punta Arenas, el clima entra en esta clasificación, pero acá las precipitaciones son mucho menores debido al efecto de la cordillera de los Andes que atrapa gran parte de la humedad proveniente del oeste. Son frecuentes las nevazones invernales.
El siguiente es un cuadro climatológico resumen de Punta Arenas:
| Ciudad       | latitud | altitud (m s. n. m.) | t. mes + cál. (°C) | t. mes + frío (°C) | t. prom. anual (°C) | pp mes + seco (mm) | pp mes + húm. (mm) | pp total anual (mm) |
| ------------ | ------- | -------------------- | ------------------ | ------------------ | ------------------- | ------------------ | ------------------ | ------------------- |
| Punta Arenas | 53,0    | 8                    | 10,8               | 1,7                | 6,3                 | 23,6               | 532,2              | 378                 |

t=temperatura. pp= precipitaciones. Fuente: Worldclimate
En una franja partir del área de la boca occidental del estrecho de Magallanes, bordeando el océano Pacífico y abarcando la parte sur de la isla Grande de Tierra del Fuego y las islas más australes del continente, la temperatura promedio de ningún mes llega a los 10 °C, por lo tanto entran en la clasificación de los climas polares (grupo E), en este caso, de tundra (ET), y con la característica de que tanto las temperaturas como las precipitaciones son relativamente parejas a lo largo del año. Se clasifica como ETi denominado de tundra isotérmica. Esta zona es bastante abundante en precipitaciones, cuenta con capa de nieve invernal, pudiendo caer nieve en cualquier época del año.
Las siguientes son localidades que entran en la clasificación de clima de tundra isotérmica (ETi):
| Ciudad               | latitud | altitud (m s. n. m.) | t. mes + cál. (°C) | t. mes + frío (°C) | t. prom. anual (°C) | pp mes + seco (mm) | pp mes + húm. (mm) | pp total anual (mm) |
| -------------------- | ------- | -------------------- | ------------------ | ------------------ | ------------------- | ------------------ | ------------------ | ------------------- |
| Islotes Evangelistas | 52,4    | 55                   | 8,6                | 4,2                | 6,3                 | 202                | 263                | 1806                |
| Islas Diego Ramírez  | 56,5    | -                    | 7,5                | 3,2                | 5,2                 | 94                 | 137                | 1.368               |

t=temperatura. pp= precipitaciones. Fuente de islotes Evangelistas: Worldclimate

### Clima Antártico

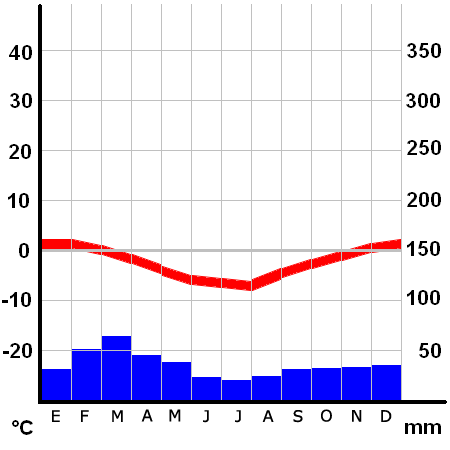
Climograma de Villa Las Estrellas, clima de tundra.

En el Territorio Chileno Antártico son constantes las bajas temperaturas, llegando a ser generalmente menores a 0 °C. Exceptuando la costa, el aire es muy seco.
El lado que enfrenta hacia el oeste y noroeste (hacia el mar de Bellingshausen y el paso Drake) recibe más influencia oceánica, por lo tanto las temperaturas son más suaves, no llegando a ser extremadamente bajas. Las zonas costeras más septentrionales de este lado, como el noroeste de la península Antártica, islas Shetland del Sur, archipiélago Palmer, islas Biscoe, etc., tienen un clima subpolar o de tundra (ET en la clasificación de Köppen), es decir, la temperatura promedio del mes más cálido supera los 0 °C, por lo tanto hay tierras descubiertas de capa de hielo permanente, es este sector el que tiene la mayor concentración de bases de investigación de toda la Antártida. Las partes altas de este sector, sin embargo, presentan de todas formas un clima polar de hielo (EF en la clasificación de Köppen), generalmente cubiertas de glaciares, los cuales llegan hasta al mar y cubren de todas formas la mayor parte de este sector. El lado oriental, que enfrenta al mar de Weddell, en cambio, es más continental, siendo sus temperaturas invernales mucho más bajas, y no alcanzando la temperatura media de ningún mes los 0 °C, correspondiendo al clima polar de hielo.
Las precipitaciones de este territorio son relativamente escasas y van disminuyendo hacia el Polo Sur, donde impera el «desierto polar».
Todo el interior del territorio se encuentra bajo el régimen de clima polar de hielo, con temperaturas promedio mensuales bajo 0 °C todo el año.

### Clima de laCordillera de los Andes
La temperatura disminuye a medida que se asciende en altitud. En el altiplano el clima es seco, pero no tanto como en el desierto, debido a la presencia de precipitaciones estivales llamadas invierno boliviano, de influencia amazónica. Es un clima tipo estepario y de tundra por efecto de altura. Las más altas cumbres presentan glaciares (nieves eternas). Hacia la zona centro-norte se va haciendo más frío y húmedo, con presencia de matorral y bosque seco, aumentando los glaciares. Desde el paralelo 35 aproximadamente los faldeos cordilleranos se hacen definitivamente húmedos, soportando frondosos bosques, el nivel de las nieves eternas sigue bajando. Este clima húmedo y frío mantiene los enormes campos de hielo Norte y campo de hielo Patagónico Sur. Llegando al extremo sur del territorio, el clima permanentemente frío y ventoso de los Andes solamente da lugar a vegetación de musgos y líquenes y a las «nieves eternas», es decir, los climas de tundra y polar por efecto de altura.

### Climas insulares

#### Clima deIsla de Pascua

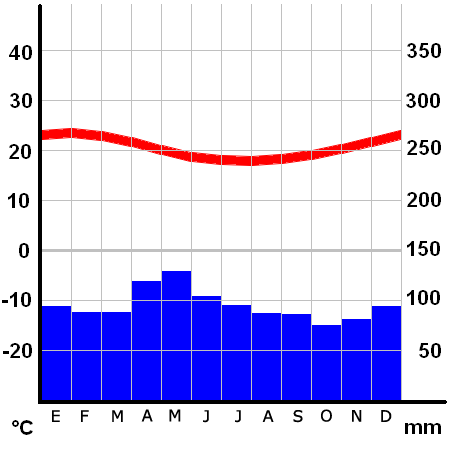
Climograma de la Isla de Pascua

La isla posee un clima tropical y es el único lugar de Chile donde impera un clima tropical, su régimen térmico muestra en toda su magnitud la influencia oceánica: escasa oscilación térmica tanto diaria como anual, y las precipitaciones, por su parte, se distribuyen regularmente durante todo el año. Estas son de origen convectivo, particularmente en la estación estival.Durante el invierno, la presencia de algunos sistemas de bajas presiones trae consigo precipitaciones de origen frontal. La temperatura promedio anual es de 21,8 °C alcanzando su máximo de 24,6 °C en enero y el mínimo de 19,2 °C durante agosto, propia del clima tropical, por lo que en general los inviernos y veranos son templados.
Las precipitaciones se reparten a lo largo del año, sin bajar de los 90mm ni superar los 150 mm mensuales, con una leve alza durante los meses de abril y mayo. Las lluvias son esporádicas y breves, y sus aguas son absorbidas rápidamente por el suelo, por lo que no existen ni cauces fluviales ni grandes reservas acuíferas, a excepción de los lagos en los cráteres volcánicos.
El clima pascuense se ve fuertemente influenciado por la cercana y fría corriente de Humboldt y por los vientos provenientes desde la Antártida.
Fuente: Manual de Geografía de Chile, editorial Andrés Bello, año 1994, página 57, Isla de Pascua, clima tropical lluvioso (Afa).
Cuadro resumen Isla de Pascua, clima Afa (clima tropical lluvioso), al límite del clima Cfa (oceánico subtropical)
| localidad      | latitud | altitud (m s. n. m.) | t. mes + cál. (°C) | t. mes + frío (°C) | t. prom. anual (°C) | pp mes + seco (mm) | pp mes + húm. (mm) | pp total anual (mm) |
| -------------- | ------- | -------------------- | ------------------ | ------------------ | ------------------- | ------------------ | ------------------ | ------------------- |
| Isla de Pascua | 27,2    | 41                   | 23,7               | 18,0               | 20,5                | 73                 | 128                | 1125                |

t=temperatura. pp= precipitaciones. Fuente: Worldclimate

#### Clima delarchipiélago Juan Fernández
Su clima es subtropical de influencia mediterránea, con una elevada humedad ambiental, y el promedio anual de temperatura es de 15,7 °C. La precipitación media anual llega a los 1.092,8 mm; las lluvias decrecen entre octubre y febrero. Un lugar con parámetros climaticos similares al de Juan Fernández son las islas Azores en Portugal.
Cuadro resumen Isla Juan Fernández, clima Cfa (templado subtropical)
| localidad            | latitud | altitud (m s. n. m.) | t. mes + cál. (°C) | t. mes + frío (°C) | t. prom. anual (°C) | pp mes + seco (mm) | pp mes + húm. (mm) | pp total anual (mm) |
| -------------------- | ------- | -------------------- | ------------------ | ------------------ | ------------------- | ------------------ | ------------------ | ------------------- |
| Isla Robinson Crusoe | 33,7    | -                    | 22,1               | 12,2               | 15,7                | 40                 | 180                | 1.093               |

t=temperatura. pp= precipitaciones. Fuente: Dirección Meteorológica de Chile

## Eventos meteorológicos extremos

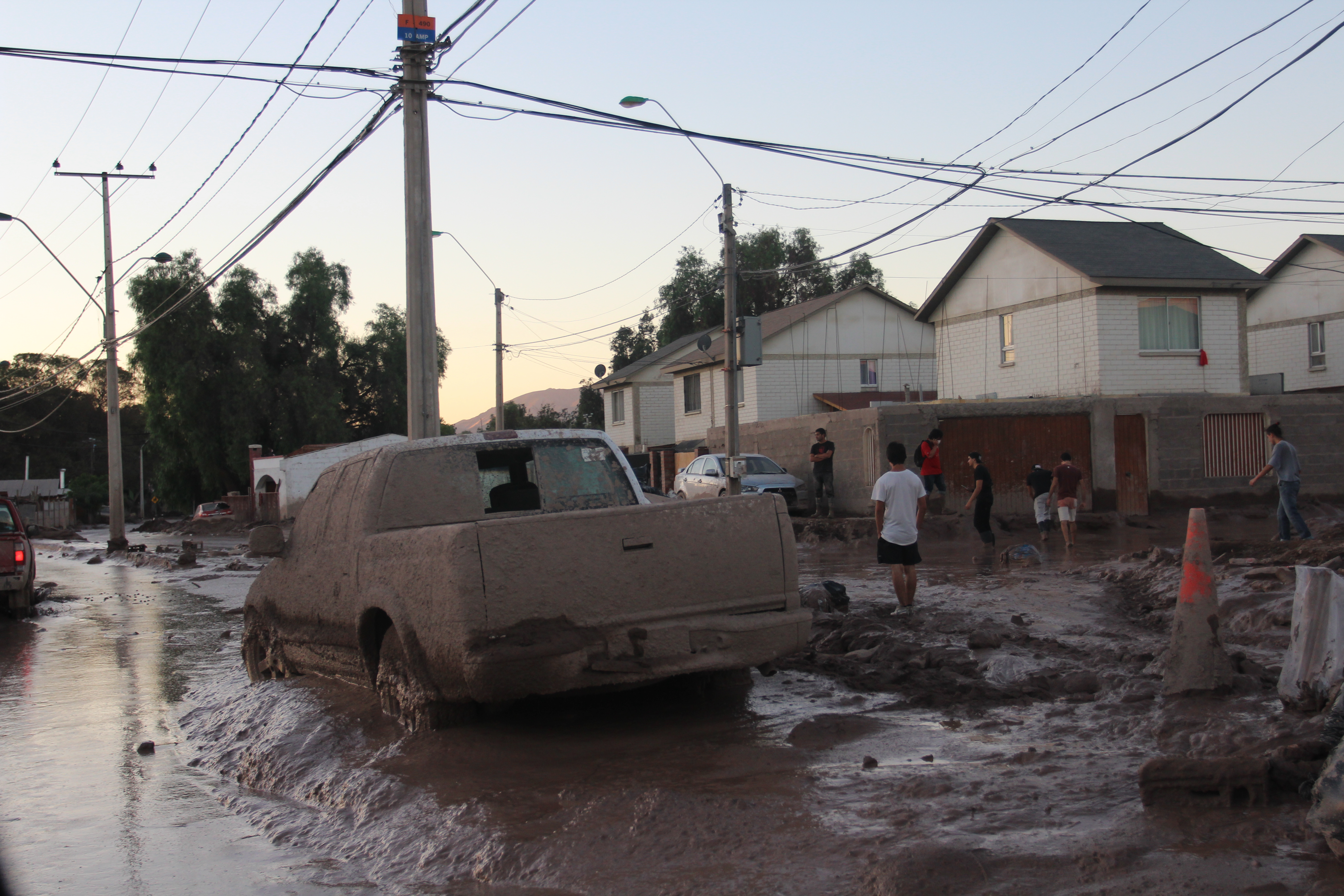
Temporal del norte de Chile de 2015

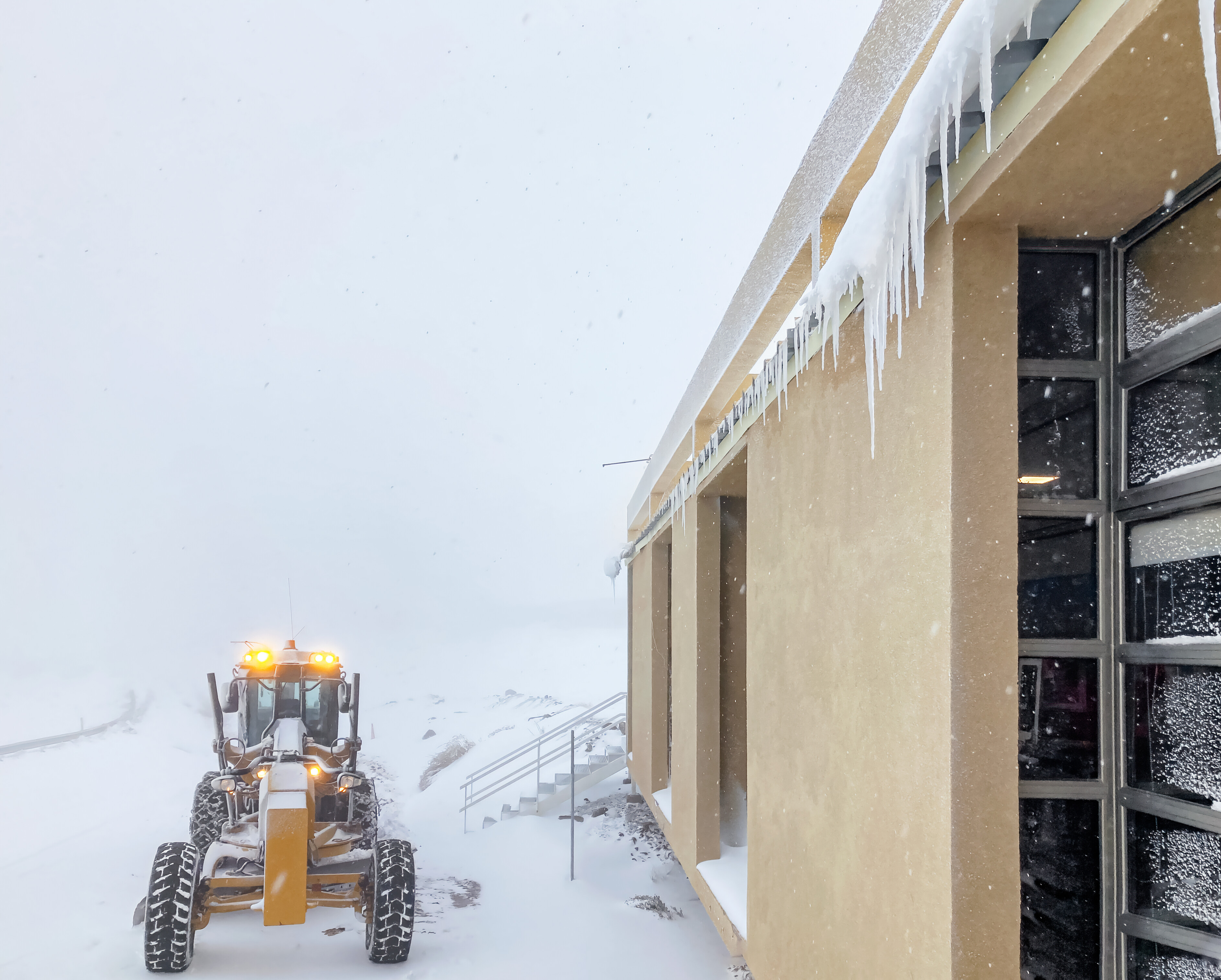
Tormenta de nieve azota el exterior del comedor de Cerro Pachón en Chile (2022).

Chile presenta una diversidad climática y meteorológica de consideración debido a su geografía extensa y variada que atraviesa varias latitudes planetarias. En el norte, el Desierto de Atacama es uno de los lugares más áridos del mundo, con precipitaciones extremadamente bajas y temperaturas fluctuantes. Esto ha derivado a un proceso de megasequía en territorio nacional que ha conllevado a la extensión del desierto chileno hacia la zona centro del país.
En la zona central y sur, predominan las olas de calor en verano, con temperaturas que pueden superar los 40 °C, mientras que en invierno ocurren usualmente inundaciones y deslizamientos de tierra, junto con heladas significativas. Además, esta región puede experimentar tornados y trombas marinas en otoño e invierno.
En la Patagonia y Tierra del Fuego, el clima es frío y ventoso, con precipitaciones significativas e incluso vientos de 150 hm/h.
Además, Chile es vulnerable a fenómenos climáticos extremos como sequías prolongadas, inundaciones y eventos de El Niño y La Niña, que afectan la distribución de las precipitaciones y las temperaturas, influyendo en la sociedad, la agricultura, la biodiversidad y los recursos hídricos del país.